# ラプンツェル ザ・シリーズ
『ラプンツェル ザ・シリーズ』（原題：Tangled: The Series、Rapunzel's Tangled Adventure）は、ディズニー・チャンネル オリジナル・シリーズのテレビアニメ。2010年公開のディズニー映画『塔の上のラプンツェル』のスピンオフ作品であり、映画の後から短編作品『ラプンツェルのウェディング』までの出来事を描く。アメリカではディズニー・チャンネルで2017年3月24日より、日本では2017年5月14日にDlife、8月11日よりディズニー・チャンネルで放送開始した。2020年4月5日から2021年3月28日までテレビ東京系列の『ディズニー・サンデー』でも放送された。

## 概要
映画『塔の上のラプンツェル』の登場人物の6か月後から3年後までを描いたTVシリーズで、本作の序章はテレビ映画『ラプンツェル あたらしい冒険』として放送された。米国オリジナル版では題名がシーズン2から"Rapunzel's Tangled Adventure"に一新するが、日本版では全シリーズを通して『ラプンツェル ザ・シリーズ』で統一されている。
主役のマンディ・ムーアとザッカリー・リーヴァイ（日本版の中川翔子と畠中洋も同様に）、歌曲を担当するアラン・メンケンとグレン・スレイター、映画の製作総指揮を務めたグレン・キーンの娘で設定画や塔の壁画を手がけたクレア・キーンら、映画版のスタッフ・キャストが再結集している。日本版では映画の警護隊長役だった佐山陽規がフレデリック国王役に、ラプンツェルの歌唱担当が小此木麻里から中川翔子に変更されている。
ヴァリアンを主人公にしたスピンオフ作品『Varian and the Seven Kingdoms』が企画されていたが、諸事情で製作中止された。しかしながら、クリエイターのKaitlyn RitterとAnna Lencioniがあらすじとキャラクター設定を公開している。
また､ディズニー・テレビジョン・アニメーションがディズニープリンセスが主人公となるアニメーションは1992年のリトル・マーメイド以来である。

## あらすじ
コロナ王国のお城で暮らしはじめたラプンツェルとユージーン。プリンセスのしきたりに息苦しさを感じるラプンツェルは、外の世界をもっと知りたいと考えてユージーンのプロポーズも断ってしまう。
ラプンツェルは警護隊長の娘である侍女カサンドラとお城を抜け出して束の間の自由を満喫するが、魔法の花が咲いていた場所で見つけた不思議な黒い岩に触れると、金色の長い髪が復活してしまう。その理由を探ろうとするラプンツェルを父親のフレデリック国王は心配するが、母親のアリアナ王妃は「さらなる力がある」と励ましてくれる。
ラプンツェル、ユージーン、カサンドラ、パスカル、マキシマスは、魔術師の少年ヴァリアンの協力で、王国中に生えた黒い岩がラプンツェルの魔法の髪に関係があると知る。黒い岩は髪の魔法の元になった「太陽の滴」を導いていることが明らかになると、ラプンツェル達は謎の女性剣士アディラの案内でコロナ王国を飛び出し、ラプンツェルの運命が待つという「闇の王国」へと旅立つ。

## エピソード
- （）内はテレビ東京で放送されたサブタイトル。
- 『ラプンツェル あたらしい冒険』がテレビ東京での放送で第1話から3話までとして放送されたため、ディズニー・チャンネルでの放送とテレビ東京での放送では話数が少しずれる。（）内の話数はテレビ東京で放送された話数。なお、テレビ東京は51話を以て途中打ち切りとなる。
- ディズニー・チャンネルでの放送とは異なり、テレビ東京での放送では一部のエピソードがカットされたり、また、エピソードの順番も多少異なる。

### シーズン1
| 話数     | サブタイトル             | 原題                       | 放送日（米）   | 放送日（日本） |
| -------- | ------------------------ | -------------------------- | -------------- | -------------- |
| 1（4）   | 髪のひみつ               | What the Hair!?            | 2017年 3月24日 | 2017年 8月11日 |
| 2（5）   | みんなの人気者           | Rapunzel's Enemy           | 3月31日        | 8月21日        |
| 3        | 衛兵フィッツハーバート   | Fitzherbert P.I.           | 4月7日         | 9月3日         |
| 4（6）   | 勇者の挑戦               | Challenge of the Brave     | 4月14日        | 9月10日        |
| 5（7）   | カサンドラ対ユージーン   | Cassandra v. Eugene        | 4月21日        | 9月17日        |
| 6（8）   | 昔の仲間                 | The Return of Strongbow    | 4月28日        | 9月24日        |
| 7（9）   | 国王のいたずら           | In Like Flynn              | 7月23日        | 10月1日        |
| 8（10）  | 夢の発明品               | Great Expotations          | 7月30日        | 10月8日        |
| 9（11）  | カサンドラの秘密         | Under Raps                 | 8月6日         | 10月15日       |
| 10（12） | プリンセスの事件簿       | One Angry Princess         | 8月13日        | 10月22日       |
| 11（13） | パスカルの物語           | Pascal's Story             | 8月20日        | 12月17日       |
| 12（14） | 小さな大泥棒             | Big Brothers of Corona     | 10月1日        | 2018年 1月21日 |
| 13（15） | ルースレス・ルースの呪い | The Wrath of Ruthless Ruth | 10月8日        | 1月28日        |
| 14（16） | マックスの敵             | Max's Enemy                | 10月15日       | 2月4日         |
| 15（17） | ウィローの道             | The Way of the Willow      | 10月22日       | 2月18日        |
| 16（18） | 女王のつとめ             | Queen for a Day            | 11月19日       | 2月18日        |
| 17（19） | 女王のつとめ             | Queen for a Day            | 11月19日       | 2月18日        |
| 18（20） | 自分らしい絵             | Painter's Block            | 11月25日       | 4月17日        |
| 19（21） | 性格の不一致             | Not in the Mood            | 12月2日        | 5月6日         |
| 20（22） | ヴァリアンを探して       | The Quest for Varian       | 12月9日        | 5月13日        |
| 21（23） | ヴァリアン 再び          | The Alchemist Returns      | 12月16日       | 5月20日        |
| 22（24） | 太陽のしずくの力         | Secret of the Sundrop      | 2018年 1月13日 | 6月16日        |
| 23（25） | 太陽のしずくの力         | Secret of the Sundrop      | 2018年 1月13日 | 6月16日        |

### シーズン2
| 話数     | サブタイトル                            | 原題                                     | 放送日（米）  | 放送日（日本） |
| -------- | --------------------------------------- | ---------------------------------------- | ------------- | -------------- |
| 24（26） | コロナの壁を越えて （王国の壁を越えて） | Beyond the Corona Walls                  | 6月24日       | 10月20日       |
| 25（27） | コロナの壁を越えて （王国の壁を越えて） | Beyond the Corona Walls                  | 6月24日       | 10月20日       |
| 26（28） | クエイドの帰還                          | The Return of Quaid                      | 7月1日        | 11月4日        |
| 27（29） | 友好の町                                | Goodbye and Goodwill                     | 7月4日        | 11月11日       |
| 28（30） | 帰らずの森                              | Forest of No Return                      | 7月15日       | 11月25日       |
| 29（31） | 鳥のように                              | Freebird                                 | 7月22日       | 12月2日        |
| 30（32） | 予言者ヴィゴール                        | Vigor the Visionary                      | 7月28日       | 12月9日        |
| 31（33） | スパイアの番人                          | Keeper of the Spire                      | 8月5日        | 12月16日       |
| 32（34） | パスカル王国                            | King Pascal                              | 8月12日       | 2019年 3月9日  |
| 33（35） | フックフットの物語                      | There's Something About Hook Foot        | 8月19日       | 2019年 3月9日  |
| 34（36） | 幸せとは…                               | Happiness Is...                          | 8月26日       | 2019年 3月9日  |
| 35（37） | マックスとユージーン 大海原の危機       | Max and Eugene in Peril on the High Seas | 2019年 3月3日 | 8月4日         |
| 36（38） | 恐ろしい呪い                            | Curses!                                  | 3月10日       | 8月11日        |
| 37（39） | ピンコスタの目                          | The Eye of Pincosta                      | 3月10日       | 8月18日        |
| 38（40） | ラプンツェルと大いなる木                | Rapunzel and the Great Tree              | 3月17日       | 8月30日        |
| 39（41） | ラプンツェルと大いなる木                | Rapunzel and the Great Tree              | 3月17日       | 8月30日        |
| 40（43） | 兄弟の夢                                | The Brothers Hook                        | 3月24日       | 10月13日       |
| 41（42） | 忘却の杖                                | Rapunzel: Day One                        | 3月24日       | 10月13日       |
| 42（44） | 鏡の国                                  | Mirror, Mirror                           | 3月31日       | 10月20日       |
| 43（45） | 時のコマ                                | You’re Kidding Me!                       | 3月31日       | 10月20日       |
| 44（46） | ラプンツェルトピア                      | Rapunzeltopia                            | 4月7日        | 11月3日        |
| 45（47） | デマニタスの道                          | Lost and Found                           | 4月7日        | 11月3日        |
| 46（48） | 運命の日                                | Destinies Collide                        | 4月14日       | 11月16日       |
| 47（49） | 運命の日                                | Destinies Collide                        | 4月14日       | 11月16日       |

### シーズン3
| 話数             | サブタイトル           | 原題                                | 放送日（米）   | 放送日（日本） |
| ---------------- | ---------------------- | ----------------------------------- | -------------- | -------------- |
| 48（50）         | 帰ってきたラプンツェル | Rapunzel's Return                   | 10月7日        | 2020年 2月24日 |
| 49（51・最終話） | 帰ってきたラプンツェル | Rapunzel's Return                   | 10月7日        | 2020年 2月24日 |
| 50               | 父と息子               | Return of the King                  | 10月8日        | 3月1日         |
| 51               | オオカミの呪い         | Who's Afraid of the Big, Bad Wolf?  | 10月9日        | 3月8日         |
| 52               | エルツ・デゾンの秘宝   | The Lost Treasure of Herz Der Sonne | 10月10日       | 3月15日        |
| 53               | 過去への旅             | No Time Like the Past               | 10月11日       | 3月22日        |
| 54               | はじまり               | Beginnings                          | 10月15日       | 3月29日        |
| 55               | 王と王妃の思い出       | The King and Queen of Hearts        | 10月16日       | 4月5日         |
| 56               | 動物の仲間たち         | Day of the Animals                  | 10月17日       | 4月12日        |
| 57               | 迫りくる恐怖           | Be Very Afraid                      | 10月18日       | 5月10日        |
| 58               | パスカルとドラゴン     | Pascal's Dragon                     | 2020年 1月12日 | 5月17日        |
| 59               | 魔法の泉               | Islands Apart                       | 1月19日        | 5月24日        |
| 60               | カサンドラの復讐       | Cassandra's Revenge                 | 1月26日        | 6月14日        |
| 61               | カサンドラの復讐       | Cassandra's Revenge                 | 1月26日        | 6月14日        |
| 62               | スパイアへの旅         | Race To The Spire                   | 2月2日         | 8月3日         |
| 63               | ふたりの娘             | A Tale Of Two Sisters               | 2月9日         | 8月10日        |
| 64               | 偽フリン現る           | Flynnposter                         | 2月16日        | 8月17日        |
| 65               | 束の間の平和           | Once A Handmaiden...                | 2月23日        | 8月24日        |
| 66               | さらなる力             | Plus Est En Vous                    | 3月1日         | 9月22日        |
| 67               | さらなる力             | Plus Est En Vous                    | 3月1日         | 9月22日        |
| 68               | さらなる力             | Plus Est En Vous                    | 3月1日         | 9月22日        |

## 短編

### コロナ王国のひとコマ
コロナ王国のひとコマ（原題：Tangled: Short Cuts）は、コロナ王国で暮らすラプンツェルとその仲間たちの日常を描く。全9話。第1話から4話まではシーズン1、第5話から9まではシーズン2として放送。
| 話数 | サブタイトル   | 原題          | 放送日（米）   | 放送日（日本） |
| ---- | -------------- | ------------- | -------------- | -------------- |
| 1    | チェックメイト | Checkmate     | 2017年 5月5日  | 2017年 7月7日  |
| 2    | 得意技         | Prison Bake   | 5月12日        | 2017年 7月7日  |
| 3    | さあ笑って     | Make Me Smile | 5月19日        | 2017年 7月7日  |
| 4    | 大切な子       | Hare Peace    | 5月26日        | 2017年 7月7日  |
| 5    | キャンプ       | Night Bite    | 2018年 6月25日 | 2018年 ?月?日  |
| 6    | しゃっくり     | Hiccup Fever  | 7月7日         | 2018年 ?月?日  |
| 7    | 雪遊び         | Snowball      | 8月4日         | 2018年 ?月?日  |
| 8    | ヘアカット     | Hairdon't     | 8月20日        | 2018年 ?月?日  |
| 9    | ユニコーン     | Unicorny      | 8月6日         | 2018年 ?月?日  |

- ラプンツェルの日記

## 特別放送概要
ディズニー・チャンネル内での特別編成では、新エピソードや特別エピソードが放送された。
プリンセスサマー！ ラプンツェル特集（2017年8月11日）
まるごと！ラプンツェル・デー （2017年8月11日）
ラプンツェル ザ・シリーズの短編アニメーションが日本初放送として放映された。
冬の新作！ ラプンツェル いそがしサンデー（2018年2月18日）
「ウィローの道」「ラプンツェル ザ・シリーズ／女王のつとめ」が日本初放送として放映された。
ラプンツェル 春のドラマチックダイアリー（2018年4月14日）
王国あやうし！ ラプンツェル クライマックス・サタデー（2018年6月16日）
「ラプンツェル ザ・シリーズ／太陽のしずくの力」が日本初放送として放映された。
ディズニー・チャンネル15周年 プリンセス特集（2018年10月20日）
春の新作！ ラプンツェル わくわくアドベンチャー（2019年3月9日）
ディズニー・チャンネル ビッグ10 ラプンツェル ザ・シリーズ（2019年5月1日・2日）
衝撃の新作！ラプンツェル・サタデー (2019年11月16日)
「ラプンツェル ザ・シリーズ／運命の日」が日本初放送として放映された。
決戦！新作ラプンツェル・デー（2020年6月14日）
ラプンツェル ザ・フィナーレ・パーティー！（2020年9月19日）

## 登場人物

### メインキャラクター
ラプンツェル（Rapunzel）
声：マンディ・ムーア（吹替え：中川翔子)
本作の主人公。自由と冒険を夢見るコロナ王国のプリンセス。年齢は18歳→20歳。得意な絵で経験した出来事を日記帳や部屋の壁に描き、塔で暮らした頃の習慣のため裸足で過ごしている。頭脳明晰で様々な特技を持ち、みんなの夢を叶える手伝いがしたいと思っている。責任ある立場になり、魔法の髪をめぐる数奇な運命に再び巻き込まれていく。
プリンセスの生活も窮屈に感じ、「自分は外の世界を何も知らない」「未知の世界を存分に体験したい」という想いが強い。戴冠式前夜にユージーンにプロポーズされるが、「ずっとここで」という言葉に不安を感じて断っている。おてんばで前向きだが、ここぞという時は強い決断力を見せる。博愛主義で可愛いものを好み、周囲には甘ったるいと批評される。ネガティブな感情を感じると否定したがる。自分を嫌っているモンティに好かれようと奔走したり、27話ではカサンドラの荒っぽい催し物に張り合って「ジリス捕まえ大会」を開催するなどした。
16-17話にて両親が休暇に出かけて女王の仕事を任されるが、猛吹雪によって非常事態宣言を出した。デマニタス卿の伝説のおかげで吹雪を止める事が出来たが、ヴァリアンを見捨てたことを後悔する。18話ではザン・ティリの手下に後悔や不安を利用されるが、「難しい決断をするから自分らしくいられる」と撃退した。20話ではヴァリアンを探して謎の男に追われ、魔法の髪に黒い岩を反応させて事態を収めるが、以前住んでいた塔が崩壊する。22話では黒い岩の危険をフレデリック国王に訴えるが無視され、遂には幽閉されて脱出計画を実行した。
23-24話では黒い岩に導かれて「闇の王国」に旅立ち、生まれて始めてコロナ王国の外に出る（昔住んでいた塔もコロナ王国の中にあった）。34話ではホームシックで望んだ幻を見せる魔法の像を独り占めするが、恐ろしい悪夢を呼ぶ像と知って破壊した。48話で闇の王国からコロナ王国に帰り、カサンドラと敵対してからも仲直りがしたいと思い続けている。ユージーンの誕生日にプロポーズを計画するが、巻物を目的に現れたカサンドラと対決することとなる。
魔法の髪
短い茶髪になっていたが、棘のような形の光る黒い岩に触れて魔法の金髪が戻ってしまう。その髪も黒い岩と同様、何をしても切ることができなくなっていた。ヴァリアンに髪の素材を調べてもらったが結果は分からなかった（一応結果は出たが、がれきに機械が壊されてしまった）。
癒やしの力が使えなくなった代わりに、自分と仲間の身をバリアのように守る力が使えるようになった。黒い岩に近づくと髪の毛が光り、黒い岩に触れると岩が急激に増加する。
38-39話で古い巻物に書かれた月の石の闇の呪文を覚えた。ヴァリアンによると「朽ち果ての呪文」らしい。一度呪文を唱えると目と髪が黒く染まり、誰かが止めに入るまで周囲を破壊し尽くしてしまう。呪文を唱えている間のラプンツェルには意識がなく、誰かが止めなければ元に戻れない。61話ではヴァリアンが発見した第四の呪文（太陽の呪文）を唱え、目と髪が輝いて爆発を起こし、月の呪文の黒い岩を粉砕して周辺を吹き飛ばした。
愛称：ラプ（カサンドラ、その他の登場人物談）、Blondie, Sunshine, Goldie, Sweetheart, Your Royal Blondness, Mrs Eugene Fitzherbert（ユージーン談）、Punzel (ウィロー談)、Princess Sunshine (スタリアン談)
好きなもの：自由、新しい友達をつくること、人助け、ランタン、絵を描くこと、歌うこと、踊ること、本を読むこと、編み物、天文学、髪をとかすこと、友達と家族、抱きしめること、挑戦すること、ウサギ、なぞなぞ、子供
嫌いなもの：閉じ込められること、過保護なルール、不誠実、モンティの意地悪、ユージーンとカサンドラの喧嘩、約束を破ること、レモネード、スタリアン（以前）、ユージーンの過去の恋愛
特徴：勇気があり、約束を守る。行動力がある。友達を見捨てない。
能力：魔法の髪、敏捷性と環境と状況への順応性
将来の夢：冒険の人生を送ること
ユージーン・フィッツハーバート（Eugene Fitzherbart）
声：ザッカリー・リーヴァイ（吹替え：畠中洋／畠中祐（少年期））
ラプンツェルの恋人の元大泥棒。城の一室に部屋をもらい、戴冠式前夜にラプンツェルにプロポーズするが、「今は受けられない」と返事を保留されて「理由が分かるまで待つ」と答えている。　
ラプンツェルにふさわしい男になろうと、盗みを止めて真っ当に暮らしている。カサンドラとは喧嘩ばかりだが、いざとなったら協力し合うので、そこそこ悪い関係ではない模様。フリンについて聞かれると「そんなやつ見たことも聞いたこともない」と言っている。飄々とした自信家であり、かなりのナルシスト。お調子者だが冷静で思慮深い一面もあり、皮肉を交えたジョークが得意。どんな鍵も一瞬で開けることができ、特技の誘惑顔の名前は、情熱の瞳。絵はお世辞にも上手とは言えず、絵がもとで大騒動に発展した。
3話では元大泥棒の特技を生かして衛兵になろうとするが、最終的に犯罪者の手口を衛兵に教える講師となった。6話ではアリアナの馬車を襲った過去を思い出し、罰を受けようとしたが見逃される。泥棒になって最初に盗んだ櫛を肌身離さず持っていたが、12話で罪の意識を忘れるなというメッセージを込めてアングリーに託した。雪が嫌いだが、17話では吹雪で遭難したフレデリック国王とアリアナ王妃の救助に向かった。22話ではラプンツェルを幽閉したフレデリックに反対して脱出を手伝う。
24話では男爵にランスを人質にされて元婚約者のスタリアンとの結婚を要求され、スタリアンに無理はやめてフリンに戻れと言われるが、ラプンツェルに助けられて結婚を急ぐ気持ちにケリをつけた。
45話ではデマニタスに「仲間の一人が裏切る」という予言を受け取り、46-47話で闇の王国の王子であることが判明する。初めは父親を名乗るエドマンドを信じなかったが、月の石の力でラプンツェルが命を落とす可能性があると聞いて彼女達を裏切ってしまう。50話では本名がホーレスだったことを知るが、この名前を嫌がっている。60話で誕生日を迎え、思っていたよりも一個上の26歳と判明した。64話で警護隊長となる。
泥棒時代の偽名：フリン・ライダー
別名：息子,（フレデリック・エドマンド談）、  ホラティウス (エドマンド談) , Mr. Rider（ヴァリアン談）、 Tiger, Fancy Pants, Fitzherjerk, Cheekbones, Genius（カサンドラ談）、鮫肌（アディラ談）、Mr. Groom (ショーティー談)、Pretty Boy (サイドバーンズ、カサンドラ談)
好きなもの：冒険、富を集めること（かつて）、自分自身、裏をかくこと、物語を語ること、ラプンツェルの幸せをつくること、美容、マッサージ、キャンプ、食べ物、フリン・ライダーの本、人をあだ名で呼ぶこと
嫌いなもの：変な鼻の指名手配書、自分の評判が下がること、カサンドラ（時々）、ランスのつく嘘、ラプンツェルが秘密を隠すこと、ラプンツェルが悲しんでいるのを見ること、雪、服が汚れること
能力：スムーズに危機から脱出すること、乗馬、剣の戦い、手を使う戦術、犯罪者のように考えること
特徴：（本人によると）優れた競技能力、鋭い洞察力、印象的な身長
（カサンドラによると）傲慢、自己中心的、遠慮がない
夢：ラプンツェルと結婚し、いつまでも幸せに暮らすこと。
パスカル（Pascal）
ラプンツェルと行動を共にするカメレオン。塔の中で暮らしていたラプンツェルの唯一の遊び相手で、なんでも話せる大切な友だち。普段は緑色だが、感情や状況によって皮膚の色を変える。お気に入りの場所は、ラプンツェルの肩の上。
ラプンツェルと同じように好奇心旺盛で頭がいい。マキシマスと同様に人間ができることは殆どでき、火おこしやポーションの調合、ピッキングまでこなす。コミックではユージーンとランスの仕掛けを一匹だけで解除している。
11話ではラプンツェルとの出会いが描かれ、幼い頃に母親を毒蛇に食い殺され、自分も噛まれた所をラプンツェルの癒やしの魔法で救われた過去が明らかになった。すっかり忙しくなったラプンツェルに構われず塔に籠ったが、復讐に来た蛇をラプンツェルと一緒に倒して仲直りした。
16話では吹雪に襲われたコロナ王国を救うため、自分を犠牲にしてデマニタスの機械を直したが無事に生還する。22話では幽閉されたラプンツェルのために仲間を集めた。32話ではラプンツェルが人間の仲間ばかり優遇して見下されたと思い、ローブの王様に祭り上げられて彼女達をペット扱いした。
好きなもの：ラプンツェルと過ごす時間、絵を描くこと、チェス、パズル、虫を食べること
嫌いなもの：蛇
能力：体の色を変える、かくれんぼ
夢：いつまでもラプンツェルと一緒にいること
別名：カエル（ユージーン、スタリアン談）、Caspal (ショーティー談)、Green Shoulder Slug (トレバー談)
カサンドラ（Cassandra）
声：エデン・エスピノーザ（吹替え：園崎未恵／新津ちせ（幼少期））
ディズニー・チャンネルのオリジナル・ムービー、「ラプンツェル あたらしい冒険」より登場する新キャラクター。デザイナーはBobby Pontillas。
ラプンツェルの侍女であり、護衛役。年齢は22歳。警護隊長の養女。6歳の頃から訓練を積んでいる優れた戦闘能力の持ち主で、おてんばなラプンツェルについていける数少ない人物。ラプンツェルの数々の冒険を支え、強い絆で結ばれた良き友、良き側近となるが、自分のことは多くを語らず、誰にも言えない秘密を抱えている。
父親である警護隊長の跡を継いでコロナ王国の平和を守りたいと思っているが、父親には「お前にはまだ早い」と言われて衛兵にしてもらえない。勝ち気で正義感・責任感が強く、ユーモアを含んだ皮肉のセンスもある。1話ではラプンツェルをユージーンに任せてヴァリアンの救助に向かっている。負けず嫌いな頑張り屋であり、ユージーンによれば気持ちを内に秘めるタイプ。普段は涙を見せないが、29話では鳥になったラプンツェルに絶望して涙ぐむ珍しい一面があった。元泥棒で自分勝手な性格のユージーンを信用していないが、3話ではユージーンに同情して衛兵試験を手伝っている。4話では力を証明しようと武道大会に参加するが、カサンドラがいるからと飛び入り参加したラプンツェルに観客の歓心が集まり衝突する。8話では父に衛兵の仕事の手伝いを任されたが、それよりもヴァリアンとの約束を選んで発明品の暴走から彼を守った。19話では門の見張りの仕事を任されている。4歳の頃に警護隊長に引き取られており、生みの親の顔は殆ど覚えていないらしい。
21話-22話ではラプンツェルを連れ出した罰で修道院に送られてしまうが、ラプンツェルの要請に応じて脱出に協力し、負傷した父に代わって衛兵を指揮した。39話では自分よりもアディラを頼りにしたラプンツェルにショックを受け、彼女を守ろうとするが闇の力の呪文で右手を火傷してしまう。以降は大いなる木で見つけた鎧を身に着け、ラプンツェルとギクシャクするようになってしまった。
47話で太陽の滴の対となる「月の石」を奪ってラプンツェルと袂を分かち、その正体が本編のディズニー・ヴィランズのゴーテルの娘であると判明した。魔法の少女に知らされたその過去は、いつも一人で家事をしながらゴーテルの帰りを待っていたが、ラプンツェルをさらって逃げるゴーテルに捨てられてしまい、警護隊長に引き取られたというものだった。これによって「ラプンツェルの影に隠れて生きてきた」と確信し、ラプンツェル達と敵対関係になってしまう。
魔法の少女に「月の石の完全な力を得る方法がラプンツェルの命を奪うこと」と言われ、困惑しながら彼女の下で魔法を訓練することとなる。60-61話では巻物を目的にユージーンの誕生日パーティーに現れ、ヴァリアンをさらってラプンツェルと対決したが、太陽の力の呪文によって敗れる。母親を奪ったラプンツェルを憎んではいるが、間違ったことをしているとどこかで分かっており、ラプンツェル以外を傷つける意思もない。
月の石
髪と目が青く染まり、服装が黒い岩の鎧に変化した。黒い岩を自在に操る力を手に入れた。
魔法の少女は憎しみと怒りに反応すると話し、57話ではカサンドラの恐怖心に反応して黒い岩が赤く染まり、コロナの人々を怯えさせて石のように固まらせた。赤い岩を通して一瞬だけラプンツェルの心と繋がっている。
60-61話では自白剤でヴァリアンから聞き出した月の力の呪文を唱え、ラプンツェルの塔があった場所に黒い岩の砦を建てた。
愛称：キャス（ラプンツェル、その他の登場人物談）、Milady (ヴァリアン、ショーティー談)、ドラゴンみたいな女、Madame Ice Demon（ユージーン談）、キャシー（ヴァリアン談）、Miss Viking Breath (フックフット談)、ショートヘア (アディラ談)
好きなもの：冒険、武器を集めること、尊敬されること、自分と周りの人を守ること
嫌いなもの：人を見捨てること、ユージーン（たまに）、ユージーンとラプンツェルの関係、ラプンツェルが傷つくこと
将来の夢：衛兵隊長になること
マキシマス（Maximus）
コロナ王国の平和を守ることに執念を燃やす、勇敢で危険知らずな衛兵隊の白馬。「お城で一番の馬」として国中から尊敬され、厩には多くのトロフィーや勲章が飾られている。大好物のリンゴを前にすると我を忘れるほど興奮する（仕事中はリンゴにも反応しない）。
ラプンツェルのためならどんなことも厭わない。パスカルとは大の仲良しで、カサンドラの愛馬のフェデラのことが好き。体力は勿論、知力や犬並みの嗅覚、忍耐力にも優れ、ラプンツェルの髪を腕力でよじ登ったり、半身を掲げて険しい崖を歩くこともでき、ユージーンやランスを呆れさせた。ルールには厳しく、違反者を見つけると持ち歩いている法律書を開いて指摘する。
16-17話ではフレデリックとアリアナを吹雪で見失い、ユージーン達と共に救出に向かった。
35話ではレディ・ケイン一味を法律を破らずに捕まえようと主張してユージーンと対立するが、最終的に互いのやり方を受け入れて和解した。
愛称：マックス、Buddy（ランス談）、By the Book、Right Hand Horse Hermano caballo、Law and Order、剣で戦う馬（ユージーン談）、Sir（ピート談）
好きなもの：リンゴ、正義を果たすこと、国一番の馬と呼ばれること、尊敬されること、法律書、ルールに従うこと
嫌いなもの：犯罪者を逃がすこと、ハエ、蜂、ルールを破ること、ユージーンの不誠実、ペットと呼ばれること
能力：脚力、素早さ、武器を使う戦い、嗅覚
夢：コロナ王国の犯罪を解消すること
フレデリック国王（King Frederic）
声：クランシー・ブラウン（吹き替え：佐山陽規）
七王国の一国であるコロナ王国の国王。家族を守ろうと極端な行動に出てトラブルを起こしてしまう。ラプンツェルとユージーンの結婚には反対しないが複雑な心境を持つ。ラプンツェルを失って犯罪者を弾圧した過去を持ち、レディ・ケイン達の恨みを買っている。
ラプンツェルの行動を制限するが能力は認めており、16話で代理の女王を任せている。ユージーンに微妙な態度を取るが、7話ではトレヴァーへの仕返しの手伝いを依頼し、軍隊の訓練を受けたと主張して足を引っ張った末に投獄され、ユージーンを認めている旨を伝える。以降はユージーンを信頼する様子を見せる。
20話ではラプンツェルに村の黒い岩を取り除いたと嘘をつき、黒い岩に破壊された村を衛兵や秘密部隊に見張らせた。22-23話ではカサンドラを修道院に送ってラプンツェルを幽閉するが、アリアナがさらわれ、魔法の花を抜き取る前に「光を取り去ると闇が目覚める」と災いを予言されたと告白。ヴァリアンによれば、黒い岩の秘密を知りながら隠蔽していたらしい。これらの行動はラプンツェルを黒い岩から守るためだったが、最後には黒い岩が彼女を導いていると知って旅に送り出した。
クウィリネオンによって記憶喪失になるが、60話時点で全ての記憶を取り戻した。
愛称：Fred (アリアナ、レディ・ケイン談)、 Freddy (アリアナ談)、お父様 (ラプンツェル談)、Your Highness, Your Majesty (ユージーン、カサンドラ、国民談)
好きなもの：家族と王家の人々を守ること、いたずら、卵を集めること
嫌いなもの：トレバーのいたずら、不確実、家族や国の危機
将来の夢：ラプンツェルが女王として国を治めること
アリアナ王妃（Queen Arianna）
声：ジュリー・ボーウェン（吹き替え：斎藤恵理）
コロナ王国の王妃。温厚で理性的な貴婦人であり、ラプンツェルのやりたいことを常に応援してくれる。ラプンツェルとフレデリックの仲裁役でもある。
若い頃はラプンツェルと同じように冒険に憧れて世界を旅し、その時の冒険を日記に書いており、ラプンツェルに「さらなる力がある」と刻んだ新しい日記帳をプレゼントした。
妹のウィローによると、昔はやんちゃで怖いもの知らずだったらしい。剣や乗馬が得意で、運動神経は抜群。
15話では誕生日にラプンツェルと流れ星を見る約束を邪魔したウィローと喧嘩するが、ウームラウトの起こした騒動を姉妹で解決して仲直りした。
8年前ユージーンに指輪を盗まれており、罪を告白して償おうとする彼を不問とした。
愛称︰Ari, Dare-ianna (ウィロー談)、お母様 (ラプンツェル談)、Your Highness, Your Majesty  (ユージーン、コロナの国民談)
好きなもの：ラプンツェルの自由な心、冒険、家族
嫌いなもの：家族と国民が危険にさらされること、家族間の緊張
能力：平和を築くこと
特徴：理解、強さ、知恵、勇気
夢：家族の安全を守ること
警護隊長（Captain of The Guard）
声：M・C・ゲイニー（吹替え：藤沼健人）
衛兵の隊長。マキシマスを信頼し、衛兵を率いてコロナ王国の平和を守っている。カサンドラの義理の父で、カサンドラを守ることも大切な仕事である。　
ユージーンを信用せずに泥棒時代の苗字であるライダーと呼んでおり、3話では衛兵試験を妨害するが最後に講師の仕事を紹介する。12話でアングリーとレッドを改心させた功績を認め、ユージーンとランスを本名の苗字で呼ぶようになった。
カサンドラを衛兵に入れることに消極的だが、8話や19話では衛兵の仕事の手伝いを任せている。18話ではフェルドスパーの捜索を任せた。
16-17話ではラプンツェルの避難命令に従い、国民を連れて国外脱出しようとした。20話で秘密部隊を率いて、ヴァリアンを探すラプンツェル達を塔まで追いかけた。22-23話ではルディガーの攻撃で負傷し、カサンドラに隊長の代理を任せる。
実はラプンツェルをさらったゴーテルを逮捕しに行った際、置き去りにされたカサンドラを養女にしており、59話では過去を隠していたことを責めるカサンドラに降伏を要求して逃亡され、ティラピ島の魔法の泉に願って幼い頃のカサンドラの幻と暮らしていた。64話でカサンドラとの戦いを恐れて隊長を引退し、ユージーンを後継者に指名する。
愛称：お父さん（カサンドラ談）、Cap（ユージーン談）、Captain（ラプンツェル談）
好きなもの：正義、努力、規律、王国と娘を守ること
嫌いなもの：ユージーン (たまに)、犯罪者に裏をかかれること、かわいいアヒルの子、国王を困らせること、王国と娘が危険にさらされること
夢：コロナ王国と王家を守ること
ヴァリアン（Varian）
声：ジェレミー・ジョーダン（吹替え：内匠靖明）
シリーズ1話より登場する新キャラクター。
ラプンツェルの髪の秘密解明に協力する天才少年。まだ14歳だが非常に賢く、科学を利用した現代魔術（錬金術）を使う。好奇心旺盛な人懐っこい性格で、自分の命を救ってくれたカサンドラに恋をしている。研究室には多くの機械や本があり、フリン・ライダーの本の大ファンでユージーンをフリンと勘違いしていた。自分が発明した何でも溶かす液体を「フリノリウム」と名付けている。デマニタス卿を尊敬している。
人を助ける発明をして父親のクウィリンに認められたいと願っているが、失敗による事故を重ねて国中で恐れられてしまっている。マッドサイエンティストのような高笑いをする癖がある。大人っぽく見せようと背伸びをしたがり、カサンドラを紳士らしくエスコートしたり、成長薬を開発したり、ペンで髭を描いたこともあった。
8話では科学展にて砂から新しい元素を作る機械を発表し、完成した元素の結晶に「カサンドリウム」と名付けてペンダントにし、助手を頼んだカサンドラにプレゼントした（後にカサンドラの武器庫の中に飾られている）。
16話-17話では黒い岩が広がっていることを隠すクウィリンに反発し、特殊な琥珀の中に黒い岩を封じ込めようとして誤ってクウィリンを閉じ込めてしまう。「助けを求めたら力になる」と約束されていたこともあり、魔法の髪を持つラプンツェルを頼るが非常事態によって断られ、ナイジェルに危険視されて追い出されてしまった。21話ではラプンツェルを利用して魔法の花を盗んでしまうが、花では琥珀を砕けずに「太陽の滴」の力がラプンツェルにあると気付く。22話-23話ではデマニタス卿の機械人形でコロナを攻撃し、ラプンツェルのために黒い岩の危険を黙認したフレデリック国王を告発してアリアナ王妃をさらい、ラプンツェルの髪を使って琥珀を砕こうとするが失敗。全ての望みを絶たれて機械人形軍団でラプンツェル達を攻撃するが、ラプンツェルに反応した黒い岩に機械人形を破壊されて逮捕された。
48話ではみんなとやり直したいと思い、サポリア人と協力して記憶を消すガス「クウィリネオン」を発明、フレデリックとアリアナの記憶を消して王家の相談役になっていた。サポリア人の企みを知ってラプンツェルたちと和解し、自分の命を犠牲にコロナを守ろうとしたが、身代わりになったラプンツェルに救われてクウィリンを助けられた。57話ではコロナの人々とのわだかまりが描かれ、ラプンツェルと協力して琥珀で赤い岩を封じ込める活躍を見せた。60話では巻物の呪文の解読作業をしており、呪文を求めたカサンドラにさらわれてしまう。
愛称：Varitas, Hair-stripe, Goggles (ユージーン談)、V (アングリー談)、息子 (クウィリン談)、Buddy (ラプンツェル、ユージーン、アンドルー談)。Little Man, Mr. Snakehead (ランス談)、Boy (ナイジェル談)、Kid (カサンドラ、ユージーン、アンドルー談)
好きなもの：カサンドラの忠告、実験、科学化合物を作ること、村や他人を助けること、フリン・ライダーの本、友情、ハムサンド、ココア、デマニタス卿の発明
嫌いなもの：父の失望、爆発、故意に被害を及ぼす発明、裏切り
夢：発明で人々を助けること、父に誇りに思ってもらう事
ランス（Lance Strongbow）
声：ジェームズ・モンロー・アイグルハート（吹き替え：田中美央）
フルネームはランス・ストロングボー。ユージーンの昔の盗賊仲間。ユージーンとは同じ孤児院で育った親友だが、数年前に逮捕されたっきり別れていた。ランスはフリンと同じ偽名でアーンワルド・シュニッツェルが本名。
6話にて初登場。ユージーンが金目当てでラプンツェルと一緒になったと疑い、ユージーンを泥棒の仕事に誘った。無理やりユージーンに男爵の宝を盗む手伝いをさせたり、宝の中のアリアナ王妃の指輪をユージーンのラプンツェルへの贈り物と嘘をついたが、最後は反省して孤児院に宝を寄付した。それ以降は真っ当な暮らしをしており、現在は酒場「かわいいアヒルの子」にて新しくシェフを務めているらしい。
パスカルがラプンツェルに用意したご馳走を横取りする調子がいい所もあるが、基本的に陽気な憎めない性格で、ユージーンの講師の仕事に付き合ってアングリーとレッドを世話したり、16話ではフレデリック国王とアリアナ王妃に恩を返そうとユージーンと一緒に立ち上がったりと、頼れる仲間となっている。
シーズン2ではラプンツェルが黒い岩を追う旅の仲間になり、チームのムードメーカーとして活躍。アディラに好意を持ち、47話でアディラを助けて信頼を得るが、カサンドラの裏切りによって離れ離れになる。
好きなもの：食べ物、小動物、富を集めること（かつて）、冒険、物語を語ること、キャンプ
嫌いなもの：クモ、捕まること、ピエロ
夢：自分の為に新しい人生をおくること
ルディガー（Ruddiger）
ヴァリアンの相棒のアライグマ。元々は野生のアライグマで、ヴァリアンの家に勝手に入り込んでは追い出されていた。マキシマスと同じようにリンゴには目がない。
ヴァリアンによると抜け目のない性格。パスカルやマキシマスのように頭がよく、普段はヴァリアンの研究を手伝っている。
23話では特殊な血清で巨大な怪物に変身してコロナを襲った。ヴァリアンを止めてもらおうとパスカルを助け、逮捕されたヴァリアンに付き添った。

### サブキャラクター

#### かわいいアヒルの子の関係者
酒場「かわいいアヒルの子」を根城にする荒くれ者たち。準レギュラーとして登場する。ラプンツェルの心強い味方で、フレデリック国王とアリアナ王妃に恩返しをしようと命がけで救助に向かったり、フレデリックの命令で幽閉されたラプンツェルの脱出などにも協力している。
アッティラ（Attila）
声：スティーヴン・ブルーム（吹き替え：多田野曜平）
酒場「かわいいアヒルの子」にいた荒くれ者。角のついた大きな被り物を被っている。お菓子やパンづくりが得意。見た目は厳つく恐ろしいが、落ち込むと自分で育てたベリーに歌うなど可愛らしい一面も。
10話では念願のパン屋を開店するが、商売敵のモンティの店を破壊した疑いで逮捕される。しかしラプンツェルが無実を証明し、モンティと共同で店を開くこととなった。
ショーティー（Shorty）
声：ポール・F・トンプキンズ（吹き替え：多田野曜平）
酒場「かわいいアヒルの子」にいた背の低い変わった老人。本人に悪気はないが、妄想と現実の区別がつかずによくトラブルを引き起こす。魚が好物だが、食べ物全般に目がない。
シーズン2では食料に惹かれ、ラプンツェルが黒い岩を追う旅の仲間になった。全てが謎に包まれており、10年前から今と全く同じで、魔法のコマでカサンドラとランスが幼児に変身したのに対し、何故かショーティーだけ赤ちゃんに変身した。本人によれば昔は医者だったらしい。
フックフット（Hook Foot）
声：ジェフリー・ロス（吹き替え：藤沼建人）
フックハンド（吹き替え：岡田誠）の弟。名前の通り、左足はフックになっている。
シーズン2ではラプンツェルが黒い岩を追う旅の仲間になる。馬車を修理する役目を持っていたらしい。24話でユージーンとランスと一緒に男爵の部下にさらわれるが自力で脱出した。
33話で人魚のセラフィーナと生まれて初めての恋に落ちるが、宝物の真珠を盗んで追われていた彼女と離れ離れになってしまった。
40話で兄のフックハンドと再会するが、ダンサーになる夢を笑ったフックハンドの成功を許せずに恥をかかせようとする。
ビッグノーズ（Big Nose）
声：ジェフリー・タンバー（吹き替え：石原慎一）
「かわいいアヒルの子」にいた「真実の愛」を夢見る大きい鼻を持つ男。ラプンツェルが国に戻ったその日に、彼の夢は叶っている。恋人に愛の詞を書いたり、花を贈ることが趣味。
1話によると、映画のラストで出会った恋人はアサンタという名前。44話のラプンツェルの夢の世界では何故かフリドボーグと付き合っている。
ウラジミール（Vladimir）
声：チャールズ・ハルフォード（吹き替え：田中英樹）
「かわいいアヒルの子」にいたユニコーンを集めることが趣味の大男。
ウルフ（Ulf）
「かわいいアヒルの子」にいた無口な男。常にパントマイムをしながら生活をしている。
何も見えない絵を描く。
ルースレス・ルース（Ruthless Ruth）
声：ダニエル・ブルックス（吹き替え：濱田めぐみ）
13話にて警護隊長が呼び起こしてしまった、酒場「かわいいアヒルの子」に長年取り憑いていた幽霊。
アヒルの子の最初のオーナーで、荒くれものの間で恐ろしい噂が伝わっている。みんなに自分の歌を聴いてもらうことが夢だったが、その夢が叶わぬままこの世を去ってしまった。
ラプンツェルたちに呪いをかけて店に閉じ込め、ラプンツェルに自作の楽譜を見せて夢を叶えてもらおうとしたが、ラプンツェルの説得で勇気を出してみんなで歌い、夢を叶え成仏した。

#### 王国の人々とその関係者
ウィロー（Willow）
声：ジェーン・クラコウスキー（吹き替え : 小清水亜美）
アリアナ王妃の妹。ラプンツェルの叔母にあたる。本名はウィレルミーナ。冒険好きで、様々な国を旅している。
姉と反対に活発で元気に溢れ、自由な生き方をしている。ラプンツェルと同じように靴をはかず、絵を描くことが趣味。
アリアナとは6年間会っていなかったが、15話でアリアナの誕生日を祝う為にコロナ王国を訪ねた。無神経な言動でアリアナと衝突するが、ウームラウト騒ぎを姉妹で解決して仲直りする。
ピート（Pete）
声：ショーン・ヘイズ（吹き替え : 野坂尚也）
コロナ王国の衛兵。職務熱心だがまぬけで、ヘマをすると相棒のスタンと小突き合いの喧嘩をする。パントマイムが怖い。昔はスタンの代わりにピートが髭を生やしていた。
スタン（Stan）
声：ディードリック・ベーダー
ピートの相棒の衛兵。髭がトレードマーク。既婚者。
クラウリーさん（Ms. Hortense Q.Crowley）
声：パット・キャロル（吹替え：くじら）
コロナ王国の城の清掃員である老婦人。とても気難しい性格で、ユージーン達に「ぶっちょうずらクラウリー」と呼ばれる。庭の花を大事に育てており、花屋に難癖をつけるほど花にこだわりがある。コロナ王国のひとコマではラプンツェルに耳栓とカーテンを贈られている。
モンティ（Uncle Monty）
声：リチャード・カインド（吹き替え：西村太佑）
2話から登場。コロナ王国で大人気のお菓子の店の主人。誰にでも優しく国中のみんなに好かれている人気者だが、ラプンツェルのことだけは嫌っている（理由は伝統を壊していること）。
コロナの伝統行事「ジリス捕まえ大会」で優勝する事を夢見ていたが、年齢的にも諦めかけていた。それを知ったラプンツェルは彼に好かれるチャンスだと思い、"ミス・ミシティ"に変装して大会で勝つ手伝いをする。
正体をバラしたラプンツェルに命を助けられても考えは変わらなかったが、ジリスを捕まえて勝つ事が出来た。ユージーンとカサンドラが言う「誰からも好かれる必要はない」を理解したラプンツェルの「嫌いってことでよろしく」に同意して別れ、結局関係は改善されなかった。
ザビエル（Xavier）
声：アドウェール・アキノエ＝アグバエ
コロナ王国の歴史や伝説に詳しい鍛冶屋。コロナとサポリアの歴史や、デマニタス卿とザン・ティリの伝説をラプンツェル達に教えた。
19話では、喧嘩ばかりするラプンツェル達のためにパスカルとマキシマスに性格を変える薬を与える。
ザン・ティリの手下の存在を警告したり、ラプンツェル達を連れてデマニタスの天気を変える機械を探した。
トレヴァー国王（King Trevor）
声：ブラッドリー・ウィットフォード（吹替え：内田直哉）
7話に登場。コロナ王国の隣国・エクイスの国王。フレデリックのライバル。トレヴァー2世と名付けたアザラシを大事にしている。
いたずらが好きで、「エクイスはコロナより上」と証明しようとフレデリックにいたずらを仕掛けてくる。
若い頃からアリアナに片想いしており、2人の破局の危機を知ってアリアナの心を奪おうとしたが、最後は失恋して腹いせにエルツ・デゾンの日記をダメにした。
アンドルー（Andrew）
声︰ディーン・ウィンタース（吹替え：桐本拓哉）
9話に登場。敵国同士だったコロナ王国とサポリア王国のリーダーが恋に落ちて国を一つにし、裏切られたと感じてコロナに復讐を誓ったサポリア人の生き残り。ハンサムなのでユージーンにライバル視されている。
ガールフレンドとなったカサンドラを利用し、秘密の地下通路が記された『エルツ・デゾンの日記』を奪おうとするが、カサンドラに本性を見抜かれて倒された。カサンドラのことは本当に好きだったらしく、本名がヒューバートだと明かしている。
48話では牢獄で会ったヴァリアンを仲間にし、コロナの乗っ取りを企てた。ヴァリアンの言う通りに国中の人間の記憶を消すつもりだったが、クウィリネオンの可燃性を知ってコロナの破壊に計画変更する。
アングリー、レッド（Angry, Red）
声：ヴィヴィアン・ヴェンサー、ルビー・ジェイ（吹き替え：壹岐紹未、吉元里謹）
12話にて登場する小さな大泥棒の2人組。盗みの腕は超一流で、正体不明のまま「静かなる襲撃者」と呼ばれていた。孤児であり、何度も他人に見捨てられて自分たち以外を信じられなくなっている。
ユージーンとランスに捕らえられ、フレデリック国王の命令で改心するまで彼らに預けられた。しかし盗みを働いていたのは男爵の宝を盗んで逃げるためであった。男爵の手下からユージーンとランスに助け出され、自分達の代わりに捕まった二人を助けにもどり、盗んだ物全てを返してコロナを後にした。
30話でアングリーは家族の居場所を預言したヴィゴールをレッドとさらい、ユージーン達の協力で両親と思われる男女に出会った。しかし男女が真昼の盗賊という悪党と分かり、家族からもらったペンダントをレッドに譲った。
51話ではコロナ王国に引っ越し、キラとカタリーナという本名が明らかになる。レッドが呪いで狼男になってしまうが、呪いは怒りを解放するもので治す方法もないと分かり、狼男のままで暮らすこととなった。
ヴェックス（Vex）
声：ブリット・ロバートソン（吹替え：大地葉）
24話に登場。ヴァルダロスの街の少女。身寄りがないようで、たった一人で武器を販売している。男爵の部下に雇われてユージーンをさらう手伝いをしたが、後にラプンツェル達の協力者となる。
クエイド（Captain Quaid）
声：レグ・E・キャシー
26話に登場。ヴァルダロスの伝説の保安官。ユージーンとランスを捕まえた過去を持つ。何年も前に、街の人々の協力を得られずヴァルダロスを男爵に奪われ、今は引退して蜂を育てている。
ヴィゴール（Vigor）
30話に登場。占い師を自称するマダム・カナルディストのペットの猿。未来予知の能力を持っているが、その内容は格言めいている。
映画の没キャラクターであり、映画のエンディングや未公開シーンに登場する。
カライオピ（Calliope）
声：ナタリー・パラミデス（吹き替え：坪井木の実）
31話に登場。ラプンツェル達が巻物を探して訪ねたスパイアの番人。昔はマジシャンをやっていた。世界中の魔法の品々を悪者の手に渡らないように管理している。
ラプンツェルたちを尊大な態度や空気を読まない手品でイライラさせたが、巻物は山の頂上の「スパイアの塔」にあると教える。

#### 男爵とその関係者
男爵（The Baron）
声：ランス・ヘンリクセン
24話にて登場。ヴァルダロスの街を支配する悪党で、昔は栄えていた街をすっかり寂れさせてしまった。毒グモ入りの宝石の指輪をはめている。
ユージーンとランスの元仕事相手であり、ユージーンとは娘を捨てられたり愛馬を盗まれるなどの因縁がある。6話の回想ではコロナの王族の馬車を襲った直後にユージーンとランスを裏切り、8年後にランスの復讐によって宝を盗まれた。12話ではアングリーとレッドに宝を盗まれて部下に追わせている。
ヴァルダロスを訪れたユージーンとランスを誘拐し、毒グモに刺したランスの命と引き換えにユージーンをスタリアンと結婚させようとした。
64話で、ユージーンにラプンツェルのティアラを盗んで来るように依頼したと明らかになる。
スタリアン（Stalyan）
声：イヴォンヌ・ストラホフスキー（吹き替え：松井茜）
24話にて登場。男爵の娘であり、ユージーンのかつての恋人。やり手の泥棒で、ピンコスタの目という宝石をユージーンに無理やり盗ませていた。10年前のユージーンがスタリアンと交際している旨の発言をしている。
ユージーンと婚約していたが結婚式直前に置き去りにされ、男爵がさらったユージーンと結婚式をやり直そうとしたがラプンツェルに阻止された。ユージーンのことが好きで、彼との寄りを取り戻したがってるが、ラプンツェルから嫉妬の対象として見られており、彼を挟んだライバル関係となっている。
37話ではピンコスタの街でユージーンを囚われたラプンツェルの誘いを受け、ピンコスタの目を探す手助けをした。ラプンツェルを裏切ってユージーンを奪い返そうとするも、最後は二人の仲を認めて彼女達の全財産と共に別れた。
ウィーゼル（Anthony the Weasel）
声：ギデオン・エメリー（吹き替え：野坂尚也）
12話にて登場。男爵の側近で、またの名を「イタチのアンソニー」。抜け目のない悪党であり、ユージーンと仲が悪い。
男爵が去った後、傭兵のコレクターを雇ってヴァルダロスを支配したが、ラプンツェル達や街の人々に追い出される。

#### レディ・ケインとその関係者
レディ・ケイン（Lady Caine）
声：ローラ・ベナンティ（吹き替え：壹岐紹未）
「ラプンツェル あたらしい冒険」で初登場。コロナ王国の地下犯罪者を率いる女首領。ラプンツェルをさらわれたフレデリック国王が犯罪者を弾圧したため、ただのコソ泥だった父親を失って王家を憎んでいる。
クイントニア公爵夫人に変装し、ラプンツェルの戴冠式に出席したフレデリックや招待客を捕らえるが、ラプンツェル達に敗れて逮捕された。
14話にてアクセルとドウェインを利用してコロナの蔵から金貨を盗むも、マキシマスに命を救われて仲間にしようとするが捕らえられた。
35話では囚人の護送船を強奪しており、侵入者のユージーンとマキシマスを捕まえ、助けに来たラプンツェルを捕らえようとするが倒された。
スタビントン兄弟（Stabbington Brothers）
声：ロン・パールマン（吹き替え：飯島肇）
5話から登場。ユージーンに恨みを持っている双子の盗賊。
映画のラストから投獄されていたが、ユージーンとカサンドラの喧嘩が原因で落ちた鍵を鈍器に組み立て脱獄。ユージーンを始末してカサンドラを人質に逃げようとしたが、二人に倒されて再び捕らえられる。
35話では囚人の護送船をレディ・ケイン一味と奪い、侵入したユージーンをナイフで刺してラプンツェル達の船を沈めようとするが、阻止されて捕らえられる。50話では脱獄に成功しており、ラプンツェル達に負けたことを酒場の悪者に笑われて復讐を決意。エドマンドを人質にユージーンを始末しようとしたが倒され、ユージーンに決壊するダムから助け出された。
53話でラプンツェルとパスカルが魔法の砂時計で10年前のスタビントン兄弟の体に入り、城に入る地下道を若いユージーンとランスに教えて魔法の砂時計を取りに行った。ランスをイカサマで騙した挙句に見捨てようとしたユージーンを叱って助けに戻らせ、情熱の瞳の誕生を見届けて元の体に戻った。
アクセル（Axel）
マキシマスのライバル。体格の良い黒い馬。ある日コロナに現れ、迷子の馬だと思われ保護される。
運動能力が高く衛兵の馬になることを勧められ、試験を突破し衛兵の馬になったが、その真の目的は逮捕されたレディ・ケインの脱獄を手助けすることだった。
マキシマスの代わりに国一番の馬になりきってマキシマスに辛く当たるが、正体を知ったマキシマスとラプンツェルに捕らえられた。35話ではレディ・ケインと共に護送船を奪い、侵入したマキシマスと対決する。

#### ティラピ島
アルフォンス（Alfons）
声：フルーラ・ボルク（吹き替え：成瀬誠）
32話から登場。葉っぱのような生き物であるローブのリーダー。人間をフライルーファと呼んでペット扱いしている。黒魔術師ホーブの魔法に詳しい。
パスカルをローブの伝説の王様リザードス・レックスと間違え、食糧のポンポーエンフルーツを荒らす悪い蛍を倒してほしいと頼んだ。
ホーブ（Horb）
古代のローブの黒魔術師。この世から悲しみをなくそうと魔法の像を作ったが、悲しみも大切な感情だと理解せずに悪夢を作り出してしまい、魔法の像を壊す儀式をしたが失敗して永遠に悲しみに包まれてしまった。
セラフィーナ（Seraphina）
声：ケイティ・ミクソン（吹き替え：竹内順子）
33話に登場。フックフットと恋に落ちた人魚の女性。
聖なるマリナーの真珠という海の世界の秘宝を盗んだ盗賊であり、海の警察官である半魚人ヴォドニクスから真珠を隠すためにフックフットを利用していた。しかしフックフットへの愛情は本物で、一度はフックフットと逃げようとするが、ラプンツェル達をヴォドニクスから守るために自分から捕まった。

#### 闇の王国
アディラ（Adira）
声：ケリー・ヒュー（吹き替え：塩田朋子）
闇の王国に仕えるブラザーフッド騎士団の凄腕の女戦士。シーズン1終盤で登場し、シーズン2にてラプンツェルと出会う。
神出鬼没で、事ある毎にラプンツェル達に助太刀する。何か考えがあるのか、ラプンツェルたちを闇の王国に案内する。黒い岩を唯一斬ることができる「シャドーブレード」という剣を持つ。
何を考えているかわからない様子と不敵な性格から、カサンドラからはよく思われていないが、ランスには好意を持たれている。25話では怪物が住む「帰らずの森」を案内し、主導権を握りたいユージーンと衝突する。
実はヘクターやエドマンド国王の反対を押し切って、月の石の力を封じることができる太陽の滴を探しており、ラプンツェルを月の石まで導こうとしていた。
エドマンド国王（King Edmund）
声：ブルース・キャンベル（吹き替え：北田理道）
46-47話にて初登場。「月の石」を守護する闇の王国の国王で、ユージーンの生き別れの父親。ハミュエルというカラスを飼っている。
全てを破壊して死に至らしめる月の石の力を恐れ、国民を例外なく退去させ、長きに渡り石を誰にも触れさせぬよう尽力してきた。
闇の王国に入ったユージーンに自分が父親だと明かし、25年前に月の石の破壊に失敗して王国を壊滅させてしまい、その災害で妻を亡くして幼いユージーンを手放したと打ち明けた。ユージーンにラプンツェルが月の石に触れたら無事ではすまないだろうと言い、シャドーブレードを使って月の石を壊そうと誘った。
息子同様陽気で冗談好きな性格。長いこと1人でいた為か、人前でも思っていることをそのまま言葉に出してしまう癖がある。
クウィリン（Quirin）
声：ジョナサン・バンクス
コロナの村の村長で、ヴァリアンの父。息子を心から愛しているものの、魔術や科学の研究には反対している。
16話では黒い岩により村が滅びかけているにもかかわらず、何故かフレデリック国王には報告しなかった。ヴァリアンに黒い岩の研究を止めさせようとして反抗され、手紙を渡そうとしたが彼を庇って琥珀の中に閉じ込められてしまう。琥珀は黒い岩同様に何をしても割れず、ヴァリアンに太陽の滴の強奪を決意させた。
48話-49話でラプンツェルの闇の力の呪文で救出された。琥珀と一緒に消えた手紙には「ヴァリアンは私の自慢の息子と書いた」とだけ伝えている。
24話の回想でブラザーフッド騎士団のメンバーだったことが明らかになっており、フレデリック国王に魔法の花を抜き取らないように予言した人物でもあった。
ヘクター（Hector）
声：キム・コーツ（吹き替え：奥田隆仁）
39話にて登場。ブラザーフッド騎士団の一員で、アディラによると最も冷酷な団員。闇の王国への道の途中にある「大いなる木」を根城にし、ラプンツェル達に襲いかかった。
エドマンド国王に非常に忠実であり、太陽の滴はただの伝説と一蹴してアディラを裏切り者と呼ぶ。相棒のサイは、エドマンド国王にもらったペットらしい。

#### デマニタス卿とその関係者
デマニタス卿（Lord Demanitus）
声：ティモシー・ダルトン
かつてコロナ王国を救った古代の天才科学者。ザン・ティリの起こした吹雪を機械で止め、ザン・ティリとその部下を異世界に通じる機械に封じ込めていた。
実はペットとして連れていたヴィゴールの体の中で生き続けており、三人の弟子の裏切りに遭い、太陽の滴と月の石の研究を記した巻物をバラバラに破いて隠していた。
ゴーテル（Mother Gothel）
声：ドナ・マーフィ（吹き替え：剣幸）
ラプンツェルを誘拐して育てたディズニーヴィランズ。現在は故人。ラプンツェルの魔法の髪の力を独り占めにする為に、外の世界は恐ろしくラプンツェルはやっていけないと言って塔の中に閉じ込めていた。彼女とのことはラプンツェルにとって深いトラウマであり、現在でもその出来事がフラッシュバックするのもしばしば。
1話の冒頭でラプンツェルの夢に登場。夢の中では魔法の髪が戻ったラプンツェルを塔に連れ戻そうとして黒い岩を操るが、現実で黒い岩とゴーテルが関係するかは不明である。
44話ではマシューズが化けた偽物が短い髪のラプンツェルを塔に監禁するが、ラプンツェルにフライパンで殴られて倒された。45話に登場するデマニタス卿を突然裏切った弟子の一人が彼女に酷似しているが、真偽は不明（あとの二人はシュガビーとマシューズに似ている）。
48話-49話では映画本編では語られなかったラプンツェルを誘拐する以前のエピソードが描かれ、カサンドラの実母であることが明らかになる。いつも森の小さな家に幼いカサンドラを残して出かけており、ラプンツェルをさらって逃げる時に衛兵に家を先回りされて帰りを待つ娘を見捨ててしまった。
シュガビー（Mrs. Sugarby）
声：エレン・グリーン
18話に登場する絵の教師。大吹雪の事件での決断を後悔するラプンツェルを生徒にし、一本の木の絵を描かせた。
その正体はザン・ティリのしもべの永遠のシュグラチャ。同じように木を描かせた住人の魂を生け贄にザン・ティリ復活の儀式をし、ラプンツェルにも「難しい責任の全てをザン・ティリに委ねれば楽になれる」と魂を捧げさせようとする。
マシューズ（Matthews）
声︰ギャヴィン・クリール
42話から登場。貝の大きな家「昨日の明日の館」の主。嵐に遭ったラプンツェル達をタダでもてなす一方、悪魔の鏡や魔法のコマによる災難をもたらした。
その正体はザン・ティリのしもべのトロマスで、ラプンツェルから太陽の滴を取り出すため、難しい責任から守られる夢の中の理想郷に閉じ込めようとする。
ザン・ティリ（Zhan Tiri）
声：タラ・フィッツジェラルド
かつてコロナ王国を滅ぼそうとした悪の魔法使い。デマニタス卿によって封じられるが、今もその影響を残し続けている。
かつてはデマニタス卿の仲間で彼を愛していたが、太陽の滴と月の石の力を我が物にしようとして異世界に追放され、デマニタスが大事に思うコロナの破壊を企むようになった。
魔法の少女（吹き替え：水野貴以）に姿を変え、カサンドラに「ラプンツェルのせいで母親に捨てられた」と思い込ませた。

## 主題歌
OPテーマ：「髪に風うけて (リプライズ)」（日本版歌手：中川翔子）
本作の序章である『ラプンツェル あたらしい冒険』のEDテーマにも使われている。
EDテーマ：「これからの私」（日本版歌手：菊地美香）

### OP映像
ラプンツェルの日記のイラストと本編の映像が交互に映し出される。シーズン1では『ラプンツェル あたらしい冒険』の映像、シーズン2では特別エピソード『コロナの壁を越えて』の映像を使用。

## サウンドトラック
映画と同様にアラン・メンケンとグレン・スレイターが主題歌とミュージカルパートの楽曲を担当。日本語版では『ちいさなプリンセス ソフィア』の客演に続き、ラプンツェルの歌唱パートを中川翔子が担当する。「Waiting in the Wings（邦題：人生の舞台で）」の第47回デイタイム・エミー賞受賞により、メンケンはEGOTの史上16人目の達成者となった。

### ラプンツェル ザ・シリーズ サウンドトラック
- 米国版

| #   | タイトル                                                          | 作詞 | 作曲・編曲 | パフォーマー | 時間 |
| --- | ----------------------------------------------------------------- | ---- | ---------- | --- | ---- |
| 1.  | 「髪に風うけて」(Wind in My Hair)                                 |      |            | マンディ・ムーア | 2:35 |
| 2.  | 「いつまでも幸せに」(Life After Happily Ever After)               |      |            | マンディ・ムーア、ザッカリー・リーヴァイ、クランシー・ブラウン                                                                                           | 4:41 |
| 3.  | 「髪に風うけて (リプライズ)」(Wind In My Hair (Reprise))          |      |            | マンディ・ムーア | 1:37 |
| 4.  | 「女王として」(I've Got This)                                     |      |            | マンディ・ムーア、エデン・エスピノーザ & キャスト | 2:33 |
| 5.  | 「未来へ向かって」(Let Me Make Your Proud)                        |      |            | ジェレミー・ジョーダン | 2:07 |
| 6.  | 「未来へ向かって (リプライズ)」(Let Me Make Your Proud (Reprise)) |      |            | ジェレミー・ジョーダン | 1:03 |
| 7.  | 「いつもそばに」(Friendship Song)                                 |      |            | ブレンリー・ブラウン | 2:11 |
| 8.  | 「みんな聞いて」(Listen Up)                                       |      |            | ダニエル・ブルックス、マンディ・ムーア、スティーヴン・ブルーム、ジェフリー・タンバー、チャールズ・ハルフォード、ポール・F・トンプキンズ、M・C・ゲイニー  | 2:49 |
| 9.  | 「Set Yourself Free」                                             |      |            | マンディ・ムーア | 2:16 |
| 10. | 「Ready As I'll Ever Be」                                         |      |            | ジェレミー・ジョーダン、エデン・エスピノーザ、マンディ・ムーア、ザッカリー・リーヴァイ、クランシー・ブラウン、ショーン・ヘイズ、ディードリック・ベーダー | 2:03 |
| 11. | 「これからの私」(More of Me)                                      |      |            | ナターシャ・ペディングフィールド | 3:03 |

- 日本版

日本語版は22話の挿入歌は未収録。日本語曲と英語曲で構成されている。
| #   | タイトル                          | 作詞 | 作曲・編曲 | パフォーマー                                                   | 時間 |
| --- | --------------------------------- | ---- | ---------- | -------------------------------------------------------------- | ---- |
| 1.  | 「髪に風うけて」                  |      |            | 中川翔子                                                       | 2:35 |
| 2.  | 「いつまでも幸せに」              |      |            | 中川翔子、畠中洋、佐山陽規                                     | 4:41 |
| 3.  | 「髪に風うけて (リプライズ)」     |      |            | 中川翔子                                                       | 1:37 |
| 4.  | 「女王として」                    |      |            | 中川翔子、園崎未恵 & キャスト                                  | 2:33 |
| 5.  | 「未来へ向かって」                |      |            | 内匠靖明                                                       | 2:07 |
| 6.  | 「未来へ向かって (リプライズ)」   |      |            | 内匠靖明                                                       | 1:03 |
| 7.  | 「いつもそばに」                  |      |            | 水野貴似                                                       | 2:11 |
| 8.  | 「みんな聞いて」                  |      |            | 濱田めぐみ、中川翔子、多田野曜平、石原慎一、田中英樹、藤沼建人 | 2:49 |
| 9.  | 「これからの私」                  |      |            | 菊地美香                                                       | 3:03 |
| 10. | 「Wind in My Hair」               |      |            | マンディ・ムーア                                               | 2:35 |
| 11. | 「Life After Happily Ever After」 |      |            | マンディ・ムーア                                               | 4:41 |
| 12. | 「I've Got This」                 |      |            | マンディ・ムーア                                               | 2:33 |
| 13. | 「Let Me Make Your Proud」        |      |            | ジェレミー・ジョーダン                                         | 2:07 |
| 14. | 「Friendship Song」               |      |            | ブレンリー・ブラウン                                           | 2:11 |
| 15. | 「Listen Up」                     |      |            | ダニエル・ブルックス                                           | 2:49 |
| 16. | 「More of Me」                    |      |            | ナターシャ・ペディングフィールド                               | 3:03 |

### ラプンツェル ザ・シリーズ シーズン2
シーズン2・3のサウンドトラックは日米共にデジタル配信限定。
- 米国版

| #   | タイトル                                                    | 作詞 | 作曲・編曲 | パフォーマー                                                   | 時間 |
| --- | ----------------------------------------------------------- | ---- | ---------- | -------------------------------------------------------------- | ---- |
| 1.  | 「初めての冒険」(Next Stop Anywhere)                        |      |            | マンディ・ムーア、ザッカリー・リーヴァイ、エデン・エスピノーザ | 3:29 |
| 2.  | 「もしもあの時」(If I Could Take That Moment Back)          |      |            | マンディ・ムーア、ザッカリー・リーヴァイ                       | 2:11 |
| 3.  | 「初めての冒険 (リプライズ)」(Next Stop Anywhere (Reprise)) |      |            | マンディ・ムーア、ザッカリー・リーヴァイ                       | 1:33 |
| 4.  | 「翼を広げて」(View From Up Here)                           |      |            | マンディ・ムーア、エデン・エスピノーザ                         | 2:45 |
| 5.  | 「フックフットのバラード」(Hook Foot's Ballad)              |      |            | ジェフリー・ロス                                               | 0.48 |
| 6.  | 「オレたち親友」(Buddy)                                     |      |            | ザッカリー・リーヴァイ、ジェームズ・モンロー・アイグルハート   | 2:31 |
| 7.  | 「人生の舞台で」(Waiting in the Wings)                      |      |            | エデン・エスピノーザ                                           | 2:32 |
| 8.  | 「夢の暮らし」(Livin' the Dream)                            |      |            | フレッド・タタショア                                           | 2:16 |
| 9.  | 「仲間がいれば」(With You by My Side)                       |      |            | マンディ・ムーア、ザッカリー・リーヴァイ、エデン・エスピノーザ | 2:18 |
| 10. | 「偽りの人生」(Everything I Ever Thought I Knew)            |      |            | ザッカリー・リーヴァイ                                         | 2:24 |
| 11. | 「岩に導かれて」(Rocks Point the Way)                       |      |            | ケビン・クリーズチ                                             | 3:05 |
| 12. | 「塔からの脱出」(Escape and Destruction)                    |      |            | ケビン・クリーズチ                                             | 3:11 |
| 13. | 「闇の王国へ」(Onward to the Dark Kingdom)                  |      |            | ケビン・クリーズチ                                             | 3:12 |

- 日本版

| #   | タイトル                      | 作詞 | 作曲・編曲 | パフォーマー               | 時間 |
| --- | ----------------------------- | ---- | ---------- | -------------------------- | ---- |
| 1.  | 「初めての冒険」              |      |            | 中川翔子、畠中洋、園崎未恵 | 3:29 |
| 2.  | 「もしもあの時」              |      |            | 中川翔子、畠中洋           | 2:11 |
| 3.  | 「初めての冒険 (リプライズ)」 |      |            | 中川翔子、畠中洋           | 1:33 |
| 4.  | 「翼を広げて」                |      |            | 中川翔子、園崎未恵         | 2:45 |
| 5.  | 「フックフットのバラード」    |      |            | 藤沼建人                   | 0.48 |
| 6.  | 「オレたち親友」              |      |            | 畠中洋、田中美央           | 2:31 |
| 7.  | 「人生の舞台で」              |      |            | 園崎未恵                   | 2:32 |
| 8.  | 「夢の暮らし」                |      |            | 岡田誠                     | 2:16 |
| 9.  | 「仲間がいれば」              |      |            | 中川翔子、畠中洋、園崎未恵 | 2:18 |
| 10. | 「偽りの人生」                |      |            | 畠中洋                     | 2:24 |
| 11. | 「岩に導かれて」              |      |            | ケビン・クリーズチ         | 3:05 |
| 12. | 「塔からの脱出」              |      |            | ケビン・クリーズチ         | 3:11 |
| 13. | 「闇の王国へ」                |      |            | ケビン・クリーズチ         | 3:12 |

### ラプンツェル ザ・シリーズ シーズン3/さらなる力
- 英語版

| #   | タイトル                                                                  | 作詞 | 作曲・編曲 | パフォーマー | 時間 |
| --- | ------------------------------------------------------------------------- | ---- | ---------- | --- | ---- |
| 1.  | 「光と影」(Crossing the Line)                                             |      |            | マンディ・ムーア、エデン・エスピノーザ | 2:42 |
| 2.  | 「強くなれたから」(Stronger Than Ever Before)                             |      |            | マンディ・ムーア、ザッカリー・リーヴァイ、ジェームズ・モンロー・アイグルハート & キャスト | 2:10 |
| 3.  | 「人生の舞台で (リプライズ)」(Waiting in the Wings (Reprise))             |      |            | エデン・エスピノーザ、Hudson D'Andrea | 1:16 |
| 4.  | 「君はデカい」(Bigger Than That)                                          |      |            | ジェームズ・モンロー・アイグルハート | 2:07 |
| 5.  | 「全てをこの手に」(The Girl Who Has Everything)                           |      |            | マンディ・ムーア | 2:38 |
| 6.  | 「全てをこの手に (リプライズ)」(The Girl Who Has Everything (Reprise))    |      |            | マンディ・ムーア | 0:57 |
| 7.  | 「全てを捨てて」(Nothing Left to Lose)                                    |      |            | エデン・エスピノーザ、ジェレミー・ジョーダン | 3:30 |
| 8.  | 「明日へ進め」(Through It All)                                            |      |            | マンディ・ムーア、ザッカリー・リーヴァイ、クランシー・ブラウン、ジェームズ・モンロー・アイグルハート、ジェレミー・ジョーダン、ジュリー・ボーウェン、スティーヴン・ブルーム、チャールズ・ハルフォード、ポール・F・トンプキンズ | 1:49 |
| 9.  | 「あなたのためなら」(I'd Give Anything)                                   |      |            | マンディ・ムーア | 1:37 |
| 10. | 「いつまでも幸せに (フィナーレ)」(Life After Happily Ever After (Finale)) |      |            | マンディ・ムーア、ザッカリー・リーヴァイ、クランシー・ブラウン、ジュリー・ボーウェン | 3:09 |

- 日本語版

| #   | タイトル                          | 作詞 | 作曲・編曲 | パフォーマー                                             | 時間 |
| --- | --------------------------------- | ---- | ---------- | -------------------------------------------------------- | ---- |
| 1.  | 「光と影」                        |      |            | 中川翔子、園崎未恵                                       | 2:42 |
| 2.  | 「強くなれたから」                |      |            | 中川翔子、畠中洋、田中美央 & キャスト                    | 2:10 |
| 3.  | 「人生の舞台で (リプライズ)」     |      |            | 園崎未恵、新津ちせ                                       | 1:15 |
| 4.  | 「君はデカい」                    |      |            | 田中美央                                                 | 2:07 |
| 5.  | 「全てをこの手に」                |      |            | 中川翔子                                                 | 2:38 |
| 6.  | 「全てをこの手に (リプライズ)」   |      |            | 中川翔子                                                 | 0:57 |
| 7.  | 「全てを捨てて」                  |      |            | 園崎未恵、内匠靖明                                       | 3:30 |
| 8.  | 「明日へ進め」                    |      |            | 中川翔子、畠中洋、佐山陽規、田中美央、内匠靖明、斎藤恵理 | 1:49 |
| 9.  | 「あなたのためなら」              |      |            | 中川翔子                                                 | 1:37 |
| 10. | 「いつまでも幸せに (フィナーレ)」 |      |            | 中川翔子、畠中洋、佐山陽規、斎藤恵理                     | 3:09 |

## スタッフ・制作
2015年6月3日にディズニー・チャンネルよりシリーズが制作されていることを発表され、2017年2月15日、シリーズ初演に先立って第2シーズンにシリーズがリニューアルされることが発表された。
2018年5月31日には、第2シーズンのタイトルは"Rapunzel's Tangled Adventure "だという事が発表された。
- 原作 - Tangled（塔の上のラプンツェル）
- 製作総指揮 - クリス・ソネンバーグ、シェーン・プリグモア
- 監督 - トム・カーフィールド、ステファン・サンドオーヴァル
- クリエイティブディレクター -
- シリーズ構成 -
- キャラクター・ビジュアル・デベロップメント・アーティスト - クレア・キーン
- アートディレクター -
- プロダクションデザイン -
- キャラクターデザイン -
- ロケーションデザイン -
- 編集 -
- ダイアログディレクター - メアリー・エリザベス・マクグリン
- 作詞 - グレン・スレイター
- 音楽 - アラン・メンケン、ケビン・クリーズチ
- エグゼクティブプロデューサー - クリス・ソネンバーグ
- プロデューサー - ジョー・クローリー
- アニメーション制作 - ディズニー・テレビジョン・アニメーション

### 日本語版制作
- 翻訳/訳詞 - いずみつかさ
- 演出/音楽演出 - 松岡裕紀
- 録音制作 - スタジオ・エコー
- 主題歌

OP：髪に風うけて
歌：中川翔子
ディズニー・チャンネル及びDlifeでの放送では、歌詞の字幕が付いてないものの、テレビ東京での放送では、歌詞の字幕が挿入されている。
ED：これからの私
歌：菊地美香
ディズニー・チャンネル及びDlifeでの放送のみ。